# Ministre de l'Industrie
Le ministre de l'Industrie est un poste de ministre dans plusieurs gouvernements.
Le titre peut être attribué à la personne qui occupe la tête du ministère qui se spécialise dans l'industrie. Cette personne peut également être responsable du commerce et de l'emploi. Selon le pays, le ministre de l'industrie peut avoir un large éventail de responsabilités qui peuvent inclure la prise de décisions concernant les services publics et la production d'électricité, en présidant les fusions d'entreprise et en faisant pression sur les entreprises pour construire des installations dans son pays respectif.

## Par pays
- Algérie : ministère de l'Industrie et des Mines
- Australie : ministre pour l'Industrie et la Science
- Azerbaïdjan : ministre de l'Industrie et de l'Énergie (az)
- Canada : ministre de l'Innovation, des Sciences et du Développement économique (anciennement ministre de l'Industrie)
- République populaire de Chine : ministre de l'Industrie et de la Technologie de l'Information
  - Hong Kong : secrétaire du Commerce et de l'Industrie
- Colombie : ministre du Commerce, de l'Industrie et du Tourisme
- Corée du Sud : ministre du Commerce, de l'Industrie et de l'Énergie (en)
- Égypte : ministre de l'Industrie et du Commerce Extérieur
- Espagne : Ministre de l'Industrie, du Commerce et du Tourisme
- États-Unis : secrétaire au Commerce (sous-secrétaire au Commerce pour l'Industrie et la Sécurité)
- France : ministre chargé de l'Industrie
- Ghana : ministre du Commerce et de l'Industrie (en)
- Islande : ministre de l'Industrie, de l'Énergie et du Tourisme
- Inde : ministre du Commerce et de l'Industrie
- Iran : ministre des Industries et des Mines
- Irak : ministre de l'Industrie
- Irlande : ministre pour l'Emploi, l'Entreprise et l'Innovation
- Italie : ministre du Développement économique
- Israël : ministre de l'Industrie, du Commerce et du Travail
- Japon : ministre de l'Économie, du Commerce et de l'Industrie
- Laos : ministre de l'Industrie et du Commerce
- Maroc : ministre de l'Industrie et du Commerce
- Norvège : ministre du Commerce et de l'Industrie
- Pakistan : ministre de l'Industrie
- République tchèque : ministère de l'Industrie et du Commerce
- Russie : ministre de l'Industrie (en)
- Singapour : ministre du Commerce et de l'Industrie
- Suède : ministre de l'Industrie
- Syrie : ministre de l'Industrie
- Tanzanie : ministre de l'Industrie et du Commerce
- Thaïlande : ministre de l'Industrie
- Tunisie : ministre de l'Industrie
- Turquie : ministre de l'Industrie et du Commerce
- Royaume-Uni : secrétaire d'État aux Affaires, à l'Innovation et aux Compétences
  - Île de Man : ministre du Commerce et de l'Industrie
- Vietnam : ministre de l'Industrie et du Commerce
- Zimbabwe : ministre de l'Industrie et du Commerce

Voir aussi, pour l'Union européenne : Commissaire Européen aux Industries et à l'Entrepreneuriat